# Schoellershammer
Schoellershammer ist eine Papierfabrik im Dürener Stadtteil Krauthausen.

## Geschichte
Am 12. Oktober 1784 erteilte Kurfürst Theodor dem Heinrich Wilhelm Schoeller (1745–1827) die Erlaubnis, den Eisenreckhammer in eine Papiermühle umzuwandeln. Aus dem Nachnamen seiner Besitzer und der vorherigen Nutzung setzte man die Firma des Unternehmens zusammen, nämlich Schoellershammer. 1773 wurde im Zuge einer erbrechtlichen Zusammenlegung die Papiermühle von Rütger von Scheven zum Werk hinzugefügt. Bereits 1824 wurde sie dem Sohn Heinrich August Schoeller (1788–1863) als Alleininhaber übertragen, auf dem der heutige offizielle Unternehmensname (Firma) zurückgeht.
Im Wettlauf mit den in der Nähe befindlichen und konkurrierenden Papierfabriken von Ludolf Matthias Hoesch wurde auf Schoellershammer 1841 die erste Endlos-Papiermaschine, die nach ihrem Erfinder Donkin genannt wurde, aufgestellt. Schon zehn Jahre später folgte die zweite Maschine gleichen Typs. 1921 kam eine dritte Maschine hinzu, die 1930 zur Fotopapierstreichmaschine umgebaut wurde. Beim Luftangriff auf Düren am 16. November 1944 wurde die Papierfabrik zum größten Teil zerstört. 1949 wurde die Produktion wieder aufgenommen.
In den 1950er Jahren wurde eine Maschine zur Wellpappenrohpapiermaschine umgebaut und eine neue Maschine für den gleichen Verwendungszweck installiert. 1973 kam eine neue Wellpappenrohpapiermaschine als Maschine 5 dazu. Durch diese Um- und Ausbauten stieg die Produktion auf 768 t/Tag. Pro Jahr werden ca. 200.000 t Wellpappenrohpapier und etwa 8.000 t Feinpapier hergestellt. Im Jahr 2005 stieg die Produktionskapazität auf 768 t/Tag.
Die Papierfabrik hat einen Wasserbedarf von 1,6 Mio. m³ pro Jahr. Das Wasser wird der Rur entnommen, die direkt am Werk vorbeifließt. Die notwendige Energie wird mit einem betriebseigenen Braunkohlekraftwerk hergestellt. 94 % des Rohstoffbedarfes ist Altpapier. 
Die Papierfabrik Schoellershammer firmiert heute als Schoellershammer GmbH (ehemals Heinrich August Schoeller Söhne GmbH & Co KG.)

## Produkte
- Wellpappenrohpapiere
- Fein- und Transparentpapiere